# 城之越遺跡

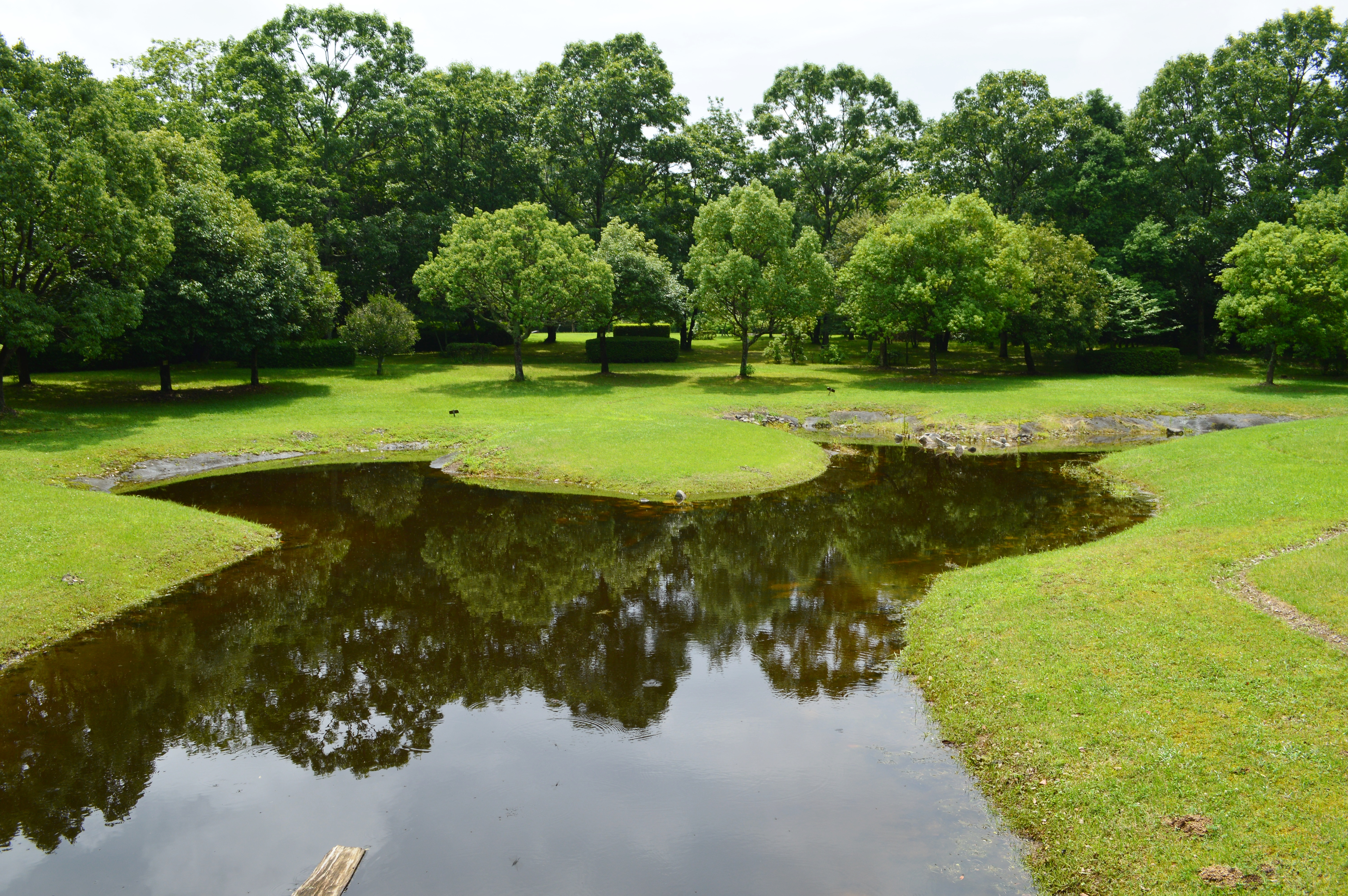
城之越遺跡 概観大溝祭祀遺構の下流部から上流部を望む。奥中央に広場、広場左右および右端の3ヵ所に井泉が所在する。

城之越遺跡（じょのこしいせき/じょうのこしいせき）は、三重県伊賀市比土にある遺跡。国の名勝・史跡および三重県指定史跡に指定されている。

## 概要
伊賀盆地南東部、木津川右岸の丘陵端部、周囲を低丘陵で囲まれた小盆地南東隅に位置する。1991年度（平成3年度）以降に発掘調査が実施されている。
遺跡域は、平野部のA地区と丘陵斜面地のB地区に分かれる。特徴的な遺構として、A地区では大溝祭祀遺構が、A地区・B地区では四面庇付大型掘立柱建物計4棟が検出されている。大溝祭祀遺構は、3ヵ所の井泉からの湧水を引き込んだ貼石溝であり、湧水自体を対象として祭祀が斎行された遺構になる。その景観は後世の日本庭園にも通じるほか、多くの祭祀関連遺物が出土した点でも注目される。また4棟の四面庇付大型掘立柱建物は、古墳時代当時としては非常に大規模なもので、大溝における祭祀との関連が指摘される。
この城之越遺跡は、古墳時代前期後半-中期の4世紀後半-5世紀頃に祭祀の盛期を持つと推定される。大規模な貼石遺構や大型建物4棟の規模から、有力な首長層が祭祀主体を担ったと推測される点で注目される遺跡になる。
遺跡域は1992年（平成4年）に三重県指定史跡に指定され、そのうち中心部が1993年（平成5年）に国の名勝・史跡に指定された。現在では史跡整備のうえで史跡公園「城之越遺跡」として公開されている。

## 遺跡歴
- 1990年度（平成2年度）、県営圃場整備事業・農免農道建設事業に伴う分布・試掘調査。（三重県埋蔵文化財センター）。
- 1991年度（平成3年度）、県営圃場整備事業・農免農道建設事業に伴う発掘調査。大溝祭祀遺構を検出（三重県埋蔵文化財センター、1992年に報告書刊行）[1]。
- 1992年（平成4年）2月21日、三重県指定史跡に指定。
- 1992年度（平成4年度）、保存整備事業に伴う発掘調査（上野市教育委員会）[1]。
- 1993年（平成5年）10月29日、中心部が国の名勝・史跡に指定[4]。
- 1994年度（平成6年度）、保存整備事業に伴う発掘調査（上野市教育委員会、1998年に報告書刊行）。
- 1996年度（平成8年）度、農道整備事業に伴う発掘調査（三重県埋蔵文化財センター、1997年に報告書刊行）。
- 1997年（平成9年）10月、史跡公園「城之越遺跡」の開園。

## 遺構
遺跡は、平野部のA地区と、A地区南東部の谷筋に入った丘陵斜面地のB地区に分かれる。特徴的な遺構として、A地区では大溝祭祀遺構が、A地区・B地区では四面庇付大型掘立柱建物が各2棟検出されている。

### 大溝祭祀遺構

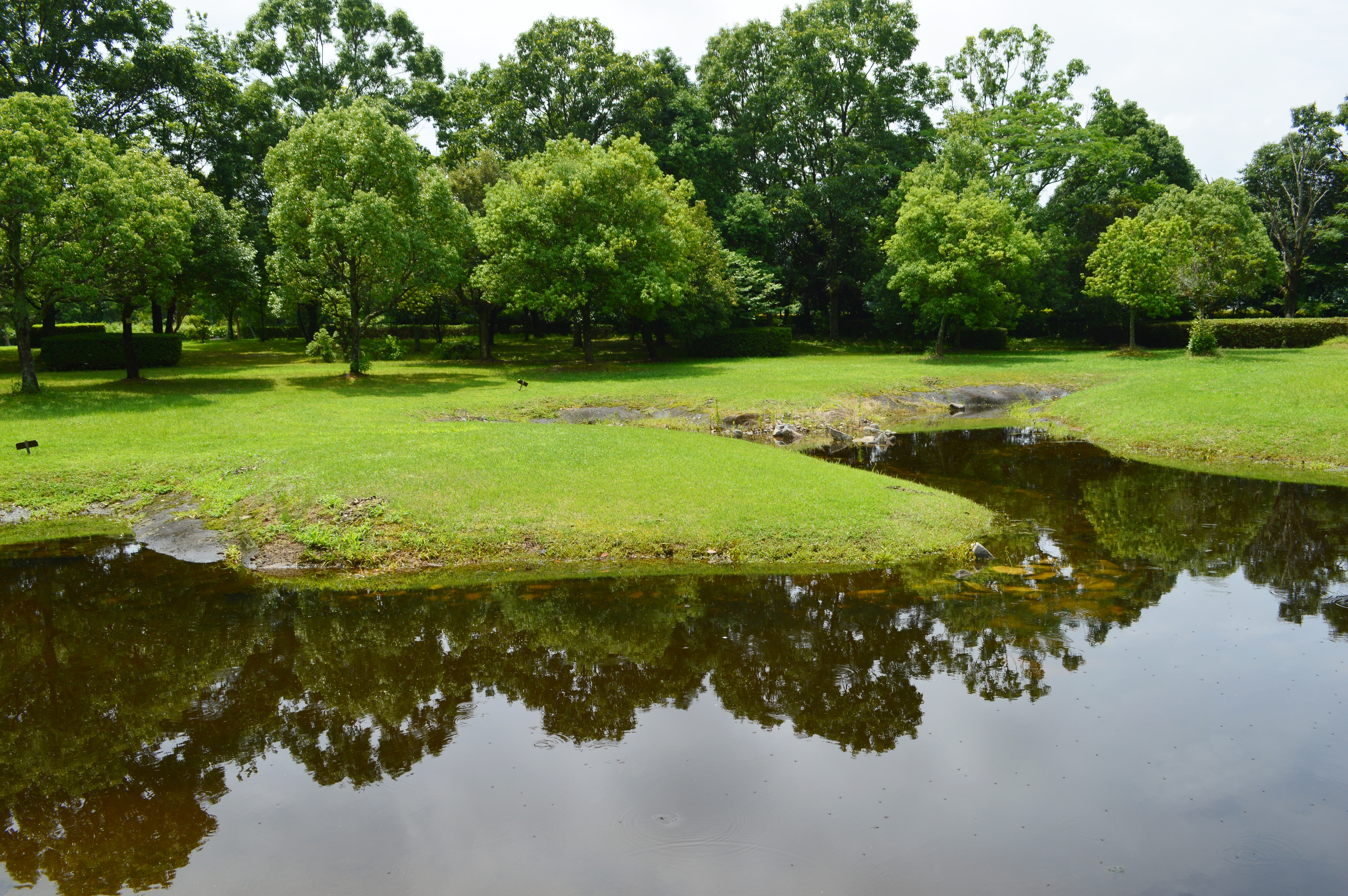
大溝祭祀遺構の広場

大溝祭祀遺構は、城之越遺跡を最も特徴づける遺構で、平野部のA地区で検出されている。3ヵ所の井泉（2ヵ所は石積み）からの湧水を引いた溝（流路）であり、溝の法面には貼石が施される。溝と溝との合流部には、立石を配した突出部や、溝に下りるための階段が配されており、後世の日本庭園的景観として注目される。すべての溝が合流した地点より下流は素掘りの大溝とする。また貼石溝に囲まれた中央部には、周囲を石で囲まれた15メートル×10メートルの楕円形の広場があり、祭祀行為の斎行場所と推定される。
大溝からの出土遺物としては、多量の土器・木製品・植物遺体がある。土器は、古式土師器の小型丸底壺・高坏の割合が非常に高く、小型丸底壺のうちには胴部に穿孔を有するものがある。また当時としては希少な、韓式系土器の把手付鍋・甕が各1点検出されている。木製品としては、この時期で最も一般的な耕作用農具が一切認められない一方で、扉などの建築部材、飾弓・刀形などの祭祀具が検出されている。植物遺体としては、多量の桃核のほか、井泉の1つから出土したヒョウタンがある。植物相の分析によれば、祭祀遺構当時には大溝周辺は森林であり、大溝の水は非常に清浄であったとされる。
この大溝祭祀遺構は、古墳時代前期後半-中期の4世紀後半-5世紀頃に祭祀の盛期を持つと推定される。大溝は古墳時代後期には埋没しつつあり、奈良時代には完全に埋没したとされるが、その時期の遺物の「庭」の墨書銘土器（須恵器坏）の出土が注目される。

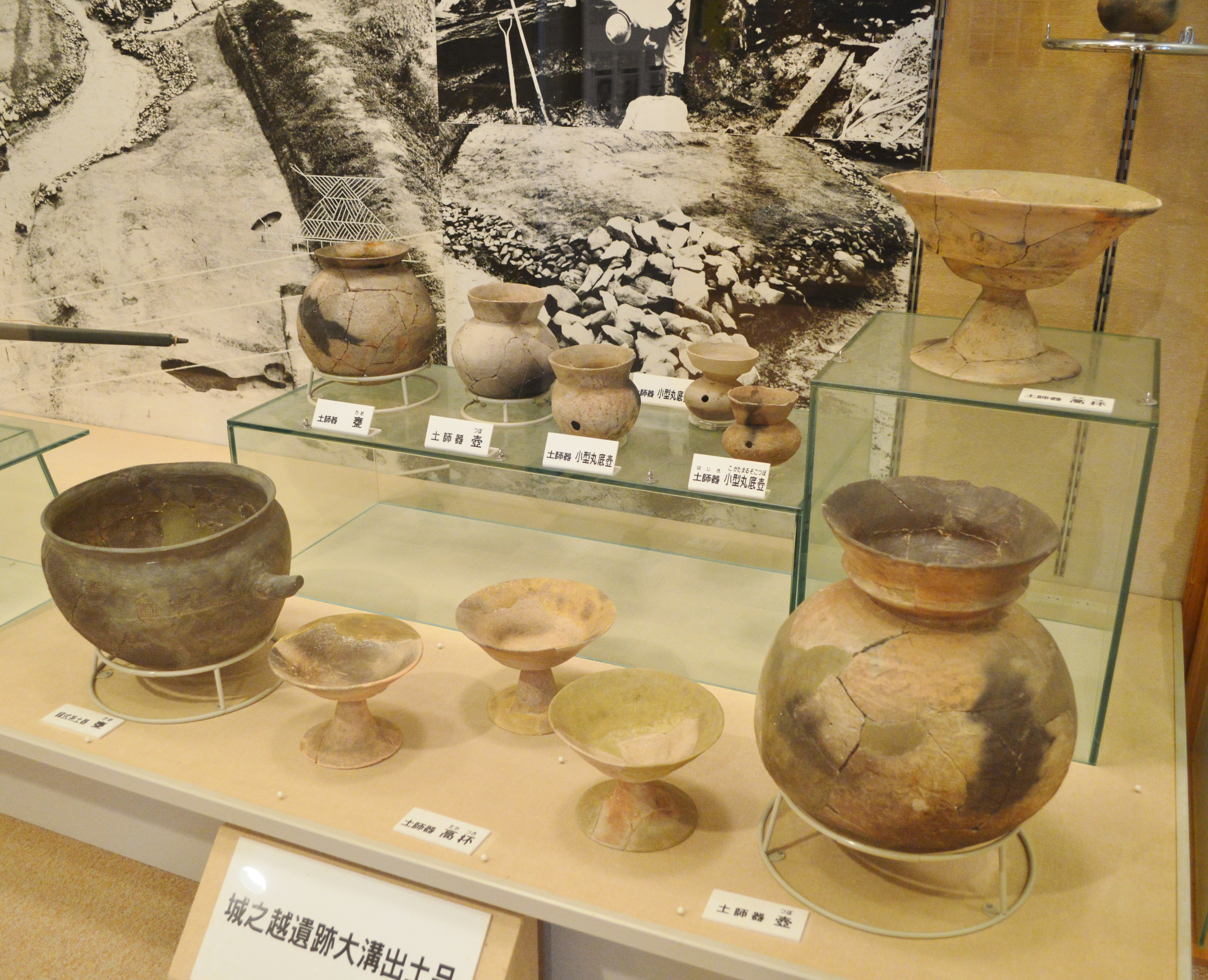
出土土器 城之越学習館展示。
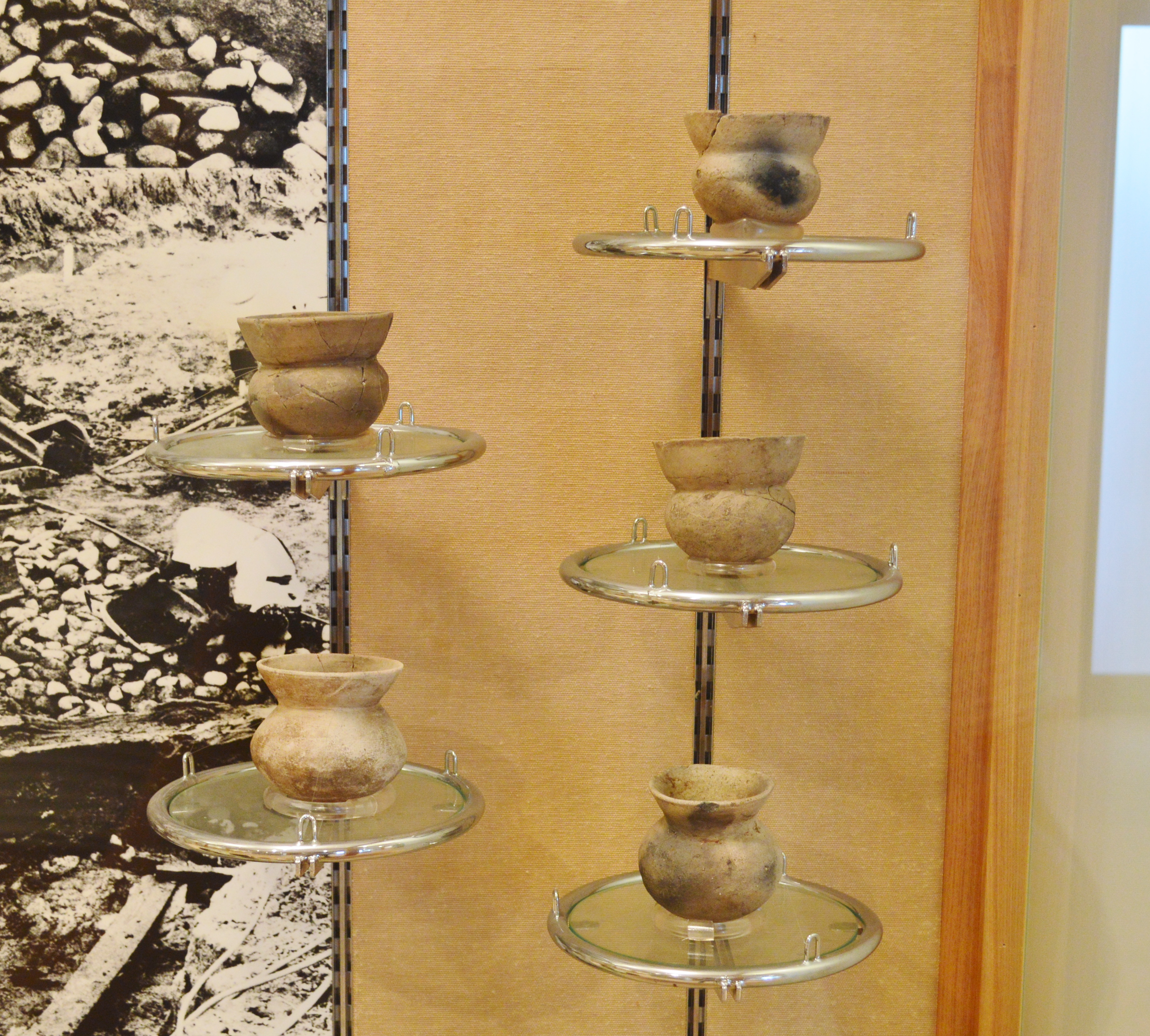
出土小型丸底壺 城之越学習館展示。

### 四面庇付大型掘立柱建物

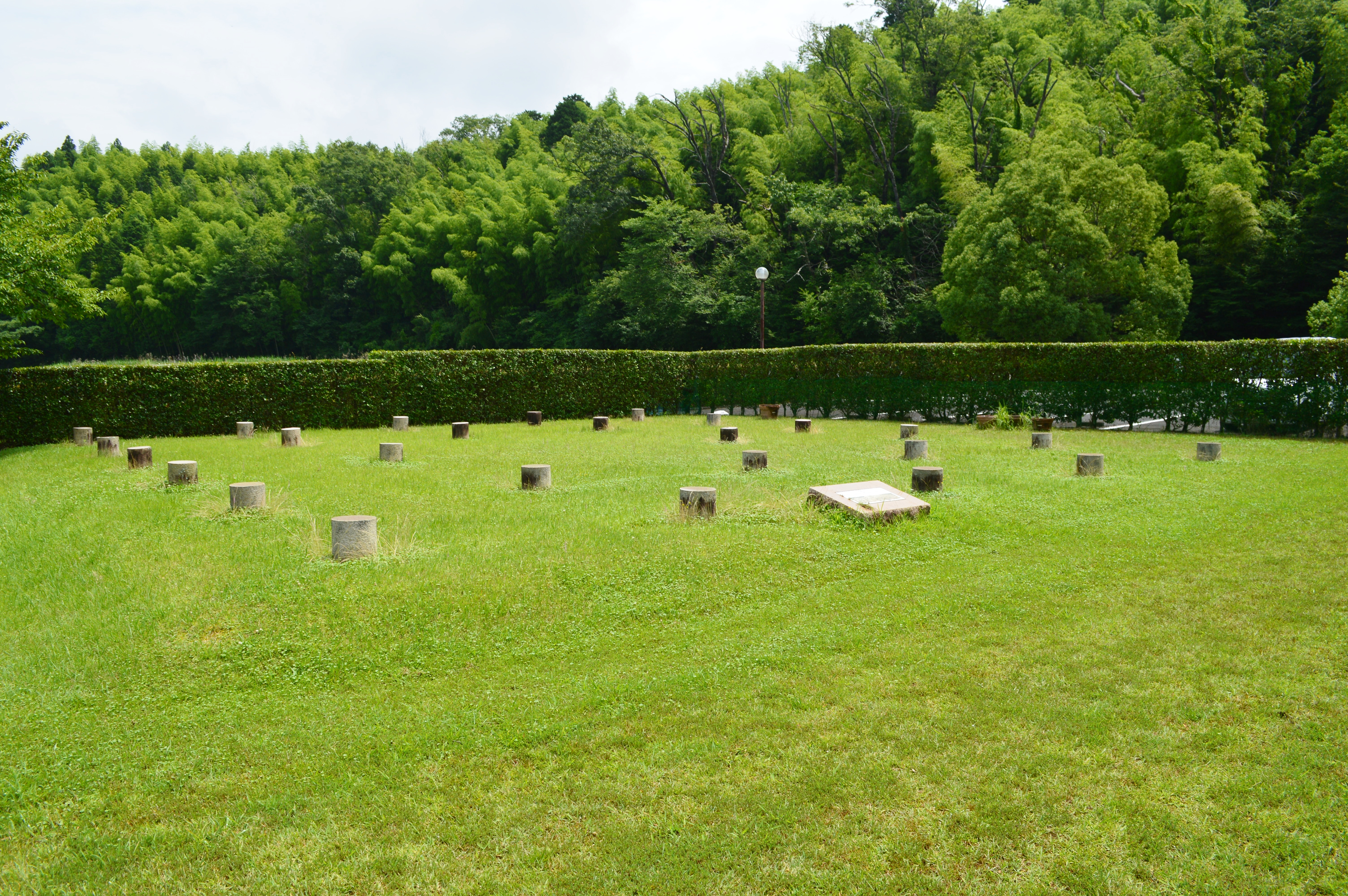
大型掘立柱建物の遺構標示

四面庇付大型掘立柱建物は、大溝祭祀遺構とともに城之越遺跡を特徴づける遺構であり、A地区・B地区で各2棟が検出されている。
A地区では、大溝祭祀遺構の東約100メートルにおいて東西2棟が検出されている。いずれも母屋は2間×2間で、庇を含めると一方は5間×4間で他方は4間×4間である。営造時期は古墳時代中期の5世紀前半頃と推定され、時期・位置から大溝祭祀遺構とセットで使用されたと見られる。
B地区では、丘陵斜面地上で東西2棟が検出されている。柱筋を揃えて東西に並んでおり、いずれも母屋は2間×2間で、庇を含めると5間×4間である。東側建物が一回り大きく、A地区の西側建物（大きい方の建物）とほぼ同形同大になる。付近は遺跡を取り巻く小河川（北川）が谷から盆地へ出る水分の地であることから、それに関わる祭祀用施設と推測される。
城之越遺跡で検出された四面庇付掘立柱建物4棟は、古墳時代の大型建物のうちでも非常に規模が大きく、豪族居館が検出されている三ツ寺I遺跡（群馬県高崎市）の主屋建物と外郭線がほぼ同大であることから、祭祀主体の有力性が指摘される。これらの4棟を豪族居館と捉える説もあるが、豪族居館であれば伴うべき区画施設が認められていないことから、首長層によって造成された大規模祭祀場と捉える説も挙げられている。

### その他
大溝が埋没しつつあった古墳時代後期には、大溝を取り囲むように多数の小規模掘立柱建物が営造されている。遺跡全体としては古墳時代から中世期の建物群が検出されており、検出された竪穴建物は29棟以上、掘立柱建物は50棟以上におよぶ。

## 文化財

### 国の名勝・史跡
- 城之越遺跡 - 1993年（平成5年）10月29日指定[4]。

### 三重県指定文化財
- 史跡
  - 城之越遺跡 - 1992年（平成4年）2月21日指定。

## 現地情報
所在地
- 三重県伊賀市比土（字城之越）

関連施設
- 城之越学習館（伊賀市古郡） - 城之越遺跡に隣接するガイダンス施設。
  - 開館時間：午前9時〜午後4時30分
  - 休館日：月曜日～木曜日、12/29-1/3
  - 料金：大人300円、学生100円、中学生以下無料、団体（大人）200円、団体（学生）60円

交通アクセス
- 鉄道：伊賀鉄道伊賀線 比土駅（徒歩5分）
- 車：名阪国道上野東I.Cから、南へ11km

周辺
- 石山古墳

## 関連文献
（記事執筆に使用していない関連文献）
- 三重県埋蔵文化財センター
  - 『城之越遺跡 -三重県上野市比土-（三重県埋蔵文化財調査報告99-3）』三重県埋蔵文化財センター、1992年。 - リンクは奈良文化財研究所「全国遺跡報告総覧」。
  - 『城之越遺跡・鷲ヶ尾古墳群発掘調査報告 -三重県上野市比土・摺見-（三重県埋蔵文化財調査報告146-10）』三重県埋蔵文化財センター、1997年。 - リンクは奈良文化財研究所「全国遺跡報告総覧」。
- 上野市教育委員会
  - 『城之越遺跡（2次）発掘調査報告（上野市文化財調査報告51）』上野市教育委員会・上野市遺跡調査会、1998年。
  - 『城之越遺跡保存整備報告書 -史跡等活用特別事業(ふるさと歴史の広場事業）-』上野市教育委員会、1998年。